# Torcy-le-Petit (Aube)
Torcy-le-Petit ist eine französische Gemeinde mit 72 Einwohnern (Stand 1. Januar 2022) im Département Aube in der Region Grand Est; sie gehört zum Arrondissement Troyes und zum Kanton Arcis-sur-Aube.

## Geografie
Die Gemeinde liegt an der Aube, auf halber Strecke zwischen Paris und Nancy direkt an der Autoroute A26.

## Bevölkerungsentwicklung
| Jahr      | 1962 | 1968 | 1975 | 1982 | 1990 | 1999 | 2008 | 2016 |
| Einwohner | 71   | 60   | 63   | 65   | 86   | 84   | 80   | 81   |

## Sehenswürdigkeiten
- Kirche Saint-Léonard